# Coupe d'Italie de football 1999-2000
Navigation
Coupe d'Italie 1998-1999 Coupe d'Italie 2000-2001
La Coupe d'Italie de football 1999-2000, est la 53e édition de la Coupe d'Italie.

## Compétition
Au premier tour, 32 équipes sont réparties dans 8 groupes de quatre et jouent en matchs aller et retour. Les 8 vainqueurs de groupe du premier tour rencontrent chacun un club de Serie A pour disputer le deuxième tour en match aller et retour.
Les vainqueurs du deuxième tour sont rejoints par les huit meilleures équipes de Serie A 1998-1999 directement qualifiées pour les huitièmes de finale, jusqu'à la finale, les rencontres se jouent en match aller et retour.

### Quarts de finale
En cas d'égalité, la règle du but à l'extérieur est appliquée, si l'égalité est parfaite une séance de tirs au but aura lieu.
| Équipe   | Aller | Total | Retour | Équipe          |
| -------- | ----- | ----- | ------ | --------------- |
| AS Rome  | 0 - 1 | 0 - 2 | 0 - 1  | Cagliari Calcio |
| Venise   | 0 - 0 | 1 - 1 | 1 - 1  | Fiorentina      |
| AC Milan | 2 - 3 | 3 - 4 | 1 - 1  | Inter Milan     |
| Juventus | 3 - 2 | 4 - 4 | 1 - 2  | SS Lazio        |

### Demi-finales
Les matchs des demi-finales se déroulent entre le 9 février et le 16 février 2000.
| Équipe          | Aller | Total | Retour | Équipe      |
| --------------- | ----- | ----- | ------ | ----------- |
| Cagliari Calcio | 1 - 3 | 3 - 4 | 2 - 1  | Inter Milan |
| SS Lazio        | 5 - 0 | 7 - 2 | 2 - 2  | Venise      |

### Finales
| Finale aller  | SS Lazio | 2 - 1   | Inter Milan | Stade Olympique, Rome           |                                 |
| 12 avril 2000 |          | (1 - 1) |             | Arbitrage : Alfredo Trentalange | Arbitrage : Alfredo Trentalange |

---
| Finale retour | Inter Milan | 0 - 0   | SS Lazio | Stade Giuseppe-Meazza, Milan   |                                |
| 18 mai 2000   |             | (0 - 0) |          | Arbitrage : Gianluca Paparesta | Arbitrage : Gianluca Paparesta |

SS Lazio remporte sa troisième coupe d'Italie.